# Клаудія Гайлль
Клаудія Гайлль  (нім. Claudia Heill, 24 січня 1982 — 31 березня 2011) — австрійська дзюдоїстка, олімпійська медалістка.

## Виступи на Олімпіадах
| Олімпіада  | Дисципліна             | Місце |
| ---------- | ---------------------- | ----- |
| Афіни 2004 | напівсередня категорія | 2     |
| Пекін 2008 | напівсередня категорія | 5T    |